# Jet (écoulement)

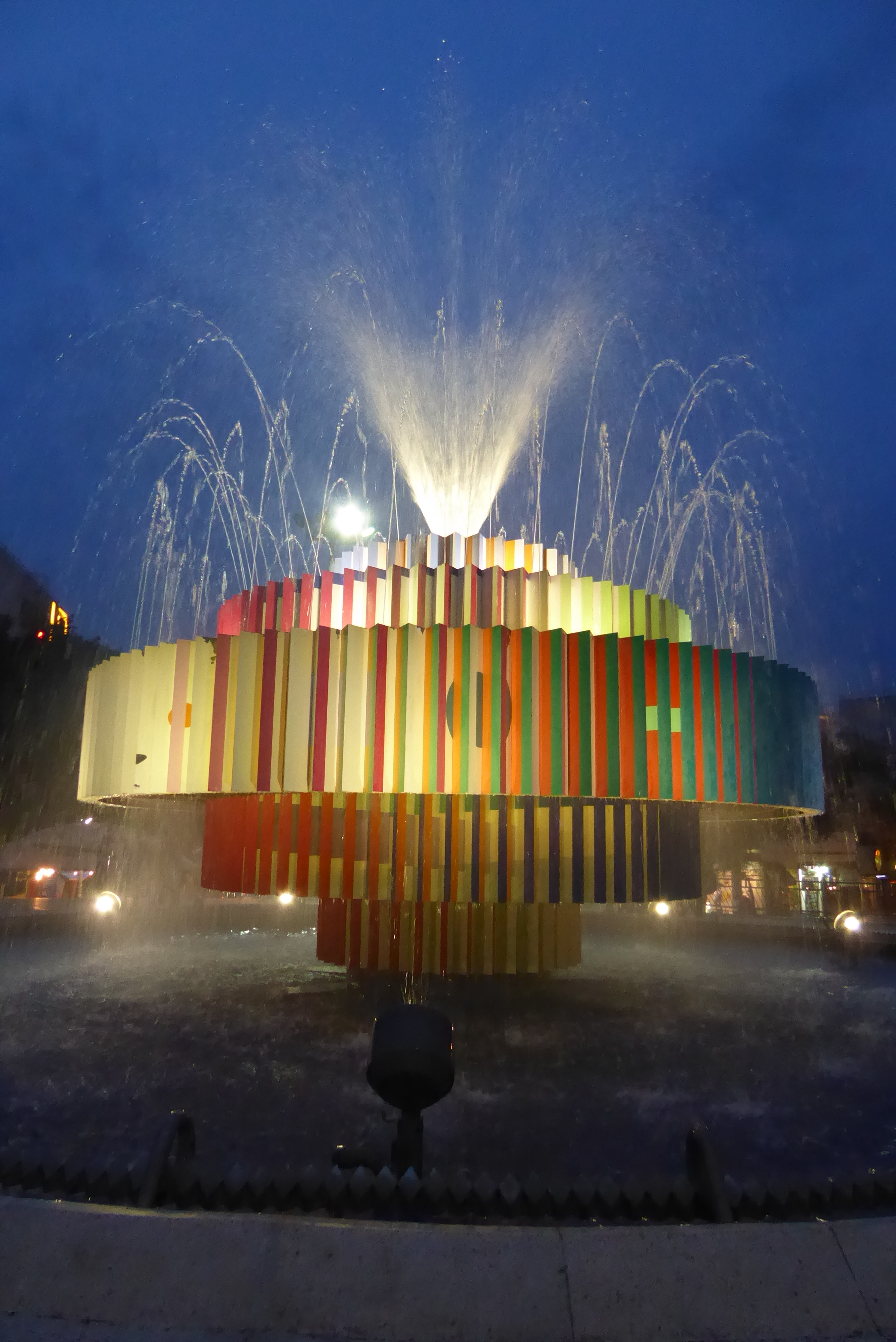
Un monument d'Israël

Pour les articles homonymes, voir Jet.
L'écoulement de jet appartient à la classe des écoulements cisaillés libres. Cet écoulement intervient dans de nombreux processus naturels et de nombreuses applications parmi lesquelles on trouve :
- la propulsion aéronautique,
- la propulsion aérospatiale,
- l'injection de carburant,
- le refroidissement,
- le mélange,
- procédés de découpe (découpage jet d'eau),
- le contrôle d'écoulements...

Ce type d'écoulement présente la particularité d'être extrêmement sensible aux conditions limites concernant aussi bien l'état amont de l'écoulement (état et épaisseur de couche limite, acoustique, intensités turbulentes...) que l'atmosphère ambiante.